# Canton des Sables-d'Olonne
Le canton des Sables-d'Olonne est une circonscription électorale française située dans le département de la Vendée et la région des Pays de la Loire.

## Histoire
Le canton des Sables-d'Olonne est reconduit par l'article 15 du décret no 2014-169 du 17 février 2014 ; il comprend une partie des communes de l’ancien canton des Sables-d’Olonne.

## Représentation

### Conseillers d'arrondissement (de 1833 à 1940)
| Période                                  | Période      | Identité                                   | Étiquette           | Qualité |
| ---------------------------------------- | ------------ | ------------------------------------------ | ------------------- | --- |
| 1833                                     | 1841 (décès) | Victor René Petiteau (1782-1841)           |                     | Avocat aux Sables-d'Olonne                                                                                  |
| 1842                                     | 1845         | Joseph Merland-Saint-Preux (1790-1861)     |                     | Propriétaire au Château-d'Olonne                                                                            |
| 1845                                     | 1848         | Simon André Marcel Garnier (1807-1872)     |                     | Médecin aux Sables-d'Olonne                                                                                 |
|                                          |              |                                            |                     | |
| av.1865                                  |              | M. Jolly                                   |                     | Docteur en médecine                                                                                         |
|                                          |              |                                            |                     | |
|                                          | 1882 (décès) | M. Barreau                                 |                     | Maire des Sables-d'Olonne                                                                                   |
|                                          |              |                                            |                     | |
|                                          | 1899         | François-André Rousseau-Méchin (1839-1899) |                     | Vice-consul des Pays-Bas, négociant, adjoint au maire des Sables-d'Olonne                                   |
|                                          |              |                                            |                     | |
| av.1906                                  | 1926         | Adolphe Audebert                           | Républicain libéral | Fabricant d'engrais de poisson, conseiller municipal des Sables-d'Olonne                                    |
|                                          | 1937         | Joseph Bénatier                            |                     | Industriel, conseiller municipal des Sables-d'Olonne                                                        |
| 1937                                     | 1940         | Paul Colins (1897-1979)                    | Conservateur        | Maire du Château-d'Olonne                                                                                   |
| 1940                                     |              |                                            |                     | Les conseils d'arrondissement ont été suspendus par la loi du 12 octobre 1940 et n'ont jamais été réactivés |
| Les données manquantes sont à compléter. |              |                                            |                     | |

### Conseillers généraux de 1833 à 2015
| Période | Période          | Identité                         | Étiquette              | Qualité |
| ------- | ---------------- | -------------------------------- | ---------------------- | --- |
| 1833    | 1845             | Louis-Florent Ocher de Beaupré,  |                        | Ancien officier de marine Maire des Sables-d'Olonne                                                                                           |
| 1845    | 1857             | Joseph Merland-Saint-Preux       |                        | Propriétaire à Château-d'Olonne, conseiller d'arrondissement                                                                                  |
| 1857    | 1871             | Victor Petiteau fils (1813-1885) | Droite                 | Avocat aux Sables-d'Olonne, créateur de la Société des courses Maire des Sables-d'Olonne (1857-1870)                                          |
| 1871    | 1877             | Alphonse Jannet de la Bauduère   | Droite                 | Propriétaire |
| 1877    | 1883             | Marcel Garnier                   | Républicain            | Propriétaire aux Sables-d'Olonne |
| 1883    | 1885 (décès)     | Victor Petiteau                  | Droite                 | Avocat aux Sables-d'Olonne, créateur de la Société des courses Ancien Maire des Sables-d'Olonne (1857-1870)                                   |
| 1885    | 1891             | Amédée Odin                      |                        | Avocat aux Sables-d'Olonne |
| 1891    | 1894 (décès)     | Marcel Garnier                   | Républicain            | Propriétaire aux Sables-d'Olonne |
| 1894    | 1901             | Georges Godet                    | Républicain            | Docteur en médecine aux Sables-d'Olonne |
| 1901    | 1904 (démission) | Jean-Fernand Gautret             | Nationaliste           | Député (1898-1902) Maire des Sables-d'Olonne (1896-1901)                                                                                      |
| 1904    | 1908 (décès)     | Georges Godet                    | Républicain            | Docteur en médecine aux Sables-d'Olonne |
| 1909    | 1913             | Alphonse Moulin                  | Républicain            | Avocat à la Cour d'appel de Paris Propriétaire à Sainte-Foy                                                                                   |
| 1913    | 1925             | Henri Colins                     | NI (Droite)            | Propriétaire au château du Fenestreau, près des Sables-d'Olonne Député (1924-1928) Maire de Château-d'Olonne (1900-1933)                      |
| 1925    | 1937             | Valère Mathé                     | Rad.-RG                | Maire d'Olonne (1912-1945) |
| 1937    | 1940             | Joseph Bénatier (1871-1959)      | URD-PSF                | Industriel, maraicher, saulnier, conseiller municipal des Sables-d'Olonne, conseiller d'arrondissement Nommé conseiller départemental en 1943 |
|         |                  |                                  |                        | |
| 1945    | 1961             | Charles Rousseau                 | PRL puis ARS puis CNIP | Industriel et commerçant Député (1945-1958) Maire des Sables-d'Olonne (1947-1960)                                                             |
| 1961    | 1967             | Michel Laurent                   | CD                     | Avocat Maire des Sables-d'Olonne (1960-1965)                                                                                                  |
| 1967    | 1973             | Pierre Mauger                    | UDR                    | Directeur de société Député de 1967 à 1993 Maire des Sables-d'Olonne (1965-1971)                                                              |
| 1973    | 1985             | Marcel Guilbaud                  | MRG                    | Employé communal Maire d'Olonne-sur-Mer (1971-1989)                                                                                           |
| 1985    | 1992             | Pierre Mauger                    | RPR                    | Député de 1967 à 1993 Maire des Sables-d'Olonne (1965-1971)                                                                                   |
| 1992    | 2001 (démission) | Louis Guédon                     | RPR puis UMP           | Docteur en pharmacie, biologiste Maire des Sables-d'Olonne (1980-2014) Député de 1993 à 2012                                                  |
| 2001    | 2015             | Gérard Faugeron                  | DVD                    | Chef d'entreprise Vice-Président du Conseil Général Adjoint au Maire des Sables-d'Olonne                                                      |

### Conseillers départementaux depuis 2015
| Période élective | Période élective | Mandat | Mandat   | Identité           | Nuance | Nuance | Qualité |
| ---------------- | ---------------- | ------ | -------- | ------------------ | ------ | ------ | --- |
| 2 avril 2015     | 2021             | 2015   | 2021     | Gérard Faugeron    |        | LR     | Chef d'entreprise Conseiller municipal des Sables-d'Olonne (1983-2014)                                                        |
| 2 avril 2015     | 2021             | 2015   | 2021     | Florence Pineau    |        | LR     | Conseillère municipale et 1re adjointe au maire d’Olonne-sur-Mer (depuis 2014) 10ème Vice-Présidente du Conseil départemental |
| 2021             | 2028             | 2021   | en cours | Nicolas Chénéchaud |        | LR     | Adjoint au maire des Sables-d'Olonne                                                                                          |
| 2021             | 2028             | 2021   | en cours | Florence Pineau    |        | LR     | Conseillère sortante, 6ème Vice-Présidente du conseil départemental                                                           |

À l'issue du 1er tour des élections départementales de 2015, deux binômes sont en ballotage : Gérard Faugeron et Florence Pineau (Union de la Droite, 45,27 %) et Francis Carray et Corinne Gô-Leonard (FN, 24,31 %). Le taux de participation est de 45,27 % (18 484 votants sur 36 426 inscrits) contre 52,59 % au niveau départemental et 50,17 % au niveau national.
Au second tour, Gérard Faugeron et Florence Pineau (Union de la Droite) sont élus avec 71,30 % des suffrages exprimés et un taux de participation de 49,57 % (11 347 voix pour 18 057 votants et 36 426 inscrits).

## Composition

### Composition avant 2015

Le canton dans le découpage de 1979.

L'ancien canton des Sables-d'Olonne regroupait 6 communes depuis 1801 :
- Château-d'Olonne ;
- L'Île-d'Olonne ;
- Olonne-sur-Mer (Olonne avant 1931) ;
- Sainte-Foy ;
- Les Sables-d'Olonne (chef-lieu) ;
- Vairé.

### Composition depuis 2015

Le canton dans le découpage de 2015.

Lors du redécoupage de 2014, le canton comprenait trois communes entières.
À la suite de la création de la commune nouvelle des Sables-d'Olonne, par regroupement entre Château-d'Olonne, Olonne-sur-Mer et Les Sables-d'Olonne au 1er janvier 2019, le canton comprend désormais une commune entière.
| Nom                                         | Code Insee | Intercommunalité                     | Superficie (km2) | Population (dernière pop. légale) | Densité (hab./km2) | Modifier                                    |
| ------------------------------------------- | ---------- | ------------------------------------ | ---------------- | --------------------------------- | ------------------ | ------------------------------------------- |
| Les Sables-d'Olonne (bureau centralisateur) | 85194      | CA Les Sables-d'Olonne-Agglomération | 85,66            | 48 740 (2022)                     | 569                | modifier les données · modifier les données |
| Canton des Sables-d'Olonne                  | 8514       |                                      |                  | 48 740 (2022)                     |                    | modifier les données                        |

### Intercommunalité
Le canton des Sables-d'Olonne recouvre une partie des Sables-d'Olonne-Agglomération (une commune).

## Syndicat mixte
Le 1er janvier 1995, par l'arrêté préfectoral du 2 septembre 1994, l'ensemble des communes du canton qui sont membres soit de la communauté de communes des Olonnes, soit de la Communauté de communes de l'Auzance et de la Vertonne, forment le syndicat mixte du canton des Sables-d'Olonne. Cette structure de coopération est chargée de questions telles que le tourisme, la mise en place du système d’information géographique (SIG) ou l’aménagement de l’espace par le biais du schéma de cohérence territoriale (SCOT) du canton des Sables-d'Olonne.
Le 24 juillet 2015, à la suite du redécoupage cantonal remodelant l'ancien canton, le syndicat mixte du canton des Sables-d'Olonne devient le syndicat mixte du pays des Olonnes, par arrêté du sous-préfet.

## Démographie

### Démographie avant 2015
| 1962   | 1968   | 1975   | 1982   | 1990   | 1999   | 2006   | 2011   | 2012   |
| ------ | ------ | ------ | ------ | ------ | ------ | ------ | ------ | ------ |
| 28 444 | 30 432 | 33 269 | 35 150 | 38 574 | 42 679 | 46 479 | 47 601 | 47 927 |

### Démographie depuis 2015
En 2022, le canton comptait 48 740 habitants, en évolution de +12,77 % par rapport à 2016 (Vendée : +5,33 %, France hors Mayotte : +2,11 %).
| 2013   | 2018   | 2022   |
| ------ | ------ | ------ |
| 42 145 | 44 355 | 48 740 |